# Ridgely (Tennessee)
Ridgely – miasto w Stanach Zjednoczonych, w stanie Tennessee, w hrabstwie Lake.